# Hedviga Francuska, grofica Neversa
Hedviga (Advisa) Francuska (oko 1003. – 1063.) bila je francuska princeza, kći kralja Roberta II. i Konstancije Arleške te sestra Henrika I. Francuskog.
Suprug princeze Hedvige bio je Renauld I., grof Neversa; par se vjenčao 25. siječnja 1016. godine. Hedvigina i Renauldova djeca:
- Vilim I., grof Neversa
- Henrik (umro 1067.)
- Guy (umro 1067.)
- Robert, barun Craona
- Adelajda